# توتلي السفلي (جرغلان)
توتلي السفلي (بالفارسية: توتلی سفلی) هي قرية تقع في إيران في قسم جرغلان الريفي. يقدر عدد سكانها بـ 449 نسمة .